# Elwro 700 Solum
Elwro 700 Solum – mikrokomputer edukacyjny zaprojektowany na konkurs Ministerstwa Oświaty i Wychowania. Obok zwycięskiego komputera Elwro 800 Junior, był jednym z 3 kandydatów na komputer edukacyjny. Można go określić jako komputer pośredni: w odróżnieniu od Meritum miał mieć zgodność z ZX Spectrum, a w przeciwieństwie do Elwro 800 Junior miał znacznie zmienione rozwiązania techniczne i nie był w pełni zgodny z angielskim mikrokomputerem. O przegranej w konkursie zdecydował również brak funkcjonalności sieciowych, czyli w konsekwencji brak dostępu do pamięci dyskowych (wtedy kosztownych) i np. drukarki.

## Dane techniczne
- Procesor U880(UB880D)[1] (odpowiednik Z80) 2,5 MHz
- RAM: 16 kB lub 32 kB lub 48 kB
- ROM: 8 kB lub 12 kB lub 16 kB
- Grafika: 192 × 256 (* tylko w nieprodukowanej wersji Solum G)[2]
- Tekst: 24 × 32
- Wbudowane języki: ZX BASIC
- Współpraca z odbiornikiem telewizyjnym (III zakres OIRT)[1]
- Tworzenie lokalnych sieci poprzez łącze szeregowe V.24 i opcjonalny styk S2[1]

## Wersje mikrokomputera
Mikrokomputery SOLUM serii ELWRO 700:
- ekonomiczna – SOLUM E – ELWRO 701,
- graficzna SOLUM G – ELWRO 702,
- terminalowa SOLUM T – ELWRO 703.

Według powyższej kolejności mają ROM/RAM: 8/16, 12/32, 16/48 kB.
Wszystkie miały klawiaturę alfanumeryczną w układzie QWERTY z alfabetem polskim i dodatkowymi klawiszem i funkcyjnymi. W języku BASIC poszczególne klawisze zostały dodatkowo opisane nazwami komend i funkcji standardowych tego języka. Obsługiwana drukarka np. mozaikowa D 100 produkcji ZMP MERA-BŁONIE. Dodatkowo SOLUM T ma łącze szeregowe V24, a pozostałe wersje mogą być opcjonalnie wyposażone w styk S2. Wymiary razem z zasilaczem (w obudowie) 450x320x90 mm
Sterownik CRT zbudowano w oparciu o układ 6895.
Elwro 700 Solum miał wygląd zewnętrzny zbliżony do Elwro 800 Junior.

## Opracowanie
ELWRO 700 Solum stworzony został przez zespół fabryczny ELWRO (dzieło brygady racjonalizatorów koła Stowarzyszenia Elektryków Polskich w WZE ELWRO), przy udziale konstruktorów z Politechniki Wrocławskiej. Wykorzystano elementy krajowe lub produkowane w krajach RWPG. ELWRO-700 Solum konstrukcją przypomina ZX Spectrum. Dodając polskie znaki literowe, zachowano przy okazji wieloznaczność klawiszy. Rozbudowano interpreter Basica o funkcje ułatwiające edycję programów, przenoszenie bloków pamięci, definiowanie nowych znaczeń klawiszy. Komputer miał umożliwiać wykonanie przeznaczonych dla ZX Spectrum programów wczytywanych z magnetofonu kasetowego. Natomiast w praktyce skomplikowane programy, korzystające z procedur zawartych w pamięci ROM funkcjonowały z perturbacjami lub wcale. Powodem była dość głęboka ingerencja konstruktorów w interpreter języka Basic ZX Spectrum. W czasie prezentacji komputer nie miał jeszcze dopracowanych układów komunikacji ze stacją dysków elastycznych oraz nie umożliwiał współpracy z siecią komputerową.

## Test zgodności z ZX Spectrum
Podczas dokonywania przeglądu komputerów, na potrzeby konkursu Ministerstwa Oświaty i Wychowania, dokonano testu zgodności z oprogramowaniem dla ZX Spectrum. Próba została dokonana na programie PTI Logo z 1986 roku. Program dał się wczytać, ale nie uruchomić, wskutek dokonania pewnych przeróbek w ROMie. Uznano za nonsensowne zaprojektowanie Elwro 700 Solum jako odpowiednika ZX Spectrum głównie w formie programowania w języku BASIC.

## Zalety Elwro 700 Solum
W czasie „sądu technicznego” (nazwy czasopisma Komputer dla oceny przez ekspertów ministerstwa) uznano za zaletę większą łatwość we wdrożeniu do produkcji. Uznano, że jest bardziej przygotowany technologicznie niż Elwro 800 Junior, a wdrożenie tego drugiego wiąże się z opóźnieniem nie przekraczającym 3-6 miesięcy w stosunku do konkurenta.
Za zaletę można uznać także przewidywaną stosunkowo niską cenę – 100 000 złotych(w 2017 9 466,81 zł), podczas gdy wówczas ZX Spectrum kosztował 280 tysięcy złotych. Dla porównania w tamtych czasach Elwro 800 Junior kosztował 250 tys. zł, stacja dysków 400 000 zł, drukarka 280 tys. zł. Z racji szybszego planowanego wdrożenia do produkcji w 1986 na rynku miało znaleźć się 10 000 sztuk, a w kolejnych latach więcej.
Plusem Soluma względem 800 miało być też oparcie głównie na częściach produkcji krajowej.

## Procesor
U880 jest procesorem zgodnym z Z80. Natomiast nie jest to pełna zgodność. Brakuje ustawienia flagi CY w rozkazie OUTI (kiedy L dąży do/staje się zero) i ma inne zachowanie ukrytego rejestru szyny widziane przez nieudokumentowane flagi F3 i F5. Procesory były produkowane w latach 70 i 80 XX wieku, przez zakłady Funkwerk Erfurt (FWE), później nazwane VEB Mikroelektronik „Karl Marx” (z Erfurt) w skrócie MME.

## Produkcja
Wykonano co najmniej jeden egzemplarz wersji ekonomicznej. Prawdopodobnie też kilka modeli konstrukcyjnych. Prace nad egzemplarzami miały być zakończone w 1986 roku. Niektóre źródła(jak Foreign Broadcast Information Service) twierdzą, że komputery Elwro 700 zostały wyprodukowane w dużej ilości sztuk, chociaż w innych wydania stwierdzają, że nie został dopuszczony do produkcji masowej. Oceniano również, że zapotrzebowanie systemów mikroprocesorowych(w tym mikrokomputery – Meritum, ComPAN8, ComPAN16, ZAPK8, KRAK16, ELWRO 600, ELWRO 800, ELWRO 700, RTPS 8/16) na układy scalone wyniesie około 23 tysięcy na rok(do połowy roku 1994), później 46 tysięcy na rok(do ok. roku 2000)
Mimo braku dostępności na rynku komercyjnym komputer był reklamowany w czasopiśmie „Komputer”(numer 2 1986).